# 李自華
李自華（1536年—1577年），字元实，號見亭，浙江嘉兴籍華亭人。明朝政治人物，榜眼及第。

## 生平
原从母姓郁，名光化，入学后复李姓。嘉靖四十三年（1565年），浙江鄉試第五十八名舉人。嘉靖四十四年（1565年）聯捷乙丑科一甲第二名進士。本年三月授翰林院編修，丁忧归。萬曆元年（1573年）五月復除原官，六月升任國子監司業，二年闰十二月养病，五年十二月赴京中途患病，卒。其善於篆刻，著有《金经石刻》。

## 家族
曾祖李淮；祖父李祚；父李學孟，封编修；母郁氏，贈孺人；繼母江氏，封孺人。兄守敬、守教、弟守亨、守敩、守貞、守叙。